# Ludwig Friedrich Goll
Ludwig Friedrich Goll (* 13. November 1785 in Weilheim an der Teck; † 1. Mai 1853 ebenda) war ein deutscher Orgelbauer, der in Kirchheim unter Teck wirkte. Er ist der Sohn des Orgelbauers Johann Andreas Goll. Von ihm existieren keine Neubauten. Er war nur mit Reparaturen beschäftigt. Mit ihm endet die Weilheimer Linie.
Die Werkstatt wurde nach seinem Tod von Christoph Ludwig Goll übernommen.